# 219 (nombre)
Cet article concerne le nombre 219. Pour l'année, voir 219.
219 (deux cent dix-neuf) est l'entier naturel qui suit 218 et qui précède 220.

## En mathématiques
Deux cent dix-neuf est :
- la fonction de Mertens retourne 4 un record élevé qui tient jusqu'au nombre 221.
- Un nombre uniforme en base 8 (333).

## Dans d'autres domaines
Deux cent dix-neuf est aussi :
- Années historiques : -219,  219